# Валя-Нырновей
Валя Нырновей (рум. Valea Nîrnovei) — село в Ниспоренском районе Молдавии. Наряду с селом Чутешть входит в состав коммуны Чутешть.

## География
Село расположено на высоте 140 метров над уровнем моря.

## Население
По данным переписи населения 2004 года, в селе Валя Нырновей проживает 355 человек (193 мужчины, 162 женщины).
Этнический состав села:
| Национальность | Число жителей | Процентный состав |
| -------------- | ------------- | ----------------- |
| молдаване      | 355           | 100.0             |
| Всего          | 355           | 100%              |